# Wainwright (Alberta)
Wainwright es un pueblo canadiense situado en la provincia de Alberta.

## Superficie
Wainwright tiene una superficie de 12,17 km².

## Demografía
En 2021, tenía 6606 habitantes, una densidad poblacional de 543 hab./km², y 2914 viviendas.